# 武永貞一
武永 貞一（たけなが ていいち、1898年〈明治31年〉8月5日 - 没年不詳）は、日本の実業家、政治家。元武永明文舎印刷工場経営主、今市水道取締役。
元首相竹下登の伯父。元島根県会議員竹下勇造の実兄。

## 経歴
旧制島根県立杵築中学校（現・島根県立大社高等学校）卒業。1925年（大正14年）より1955年（昭和30年）まで今市町議から出雲市議を連続つとめ、また同商工会議所会頭等を歴任。

## 人物像
趣味は書画、骨董、旅行。宗教は真宗。

## 家族・親族
- 妻・清乃[2][3]
- 長女[2]
- 長男・靖司[2]（印刷業、政治家）
- 二男[2]

## 関連人物
- 竹下登
- 竹下勇造